# بیلینگ‌بر
بیلینگ‌بر (به انگلیسی: Billingbear) یک روستا در بریتانیا است که در جنوب شرقی انگلستان واقع شده‌است.